# كارلوس ستراندبيرغ
كارلوس ستراندبيرج (بالسويدية: Carlos Strandberg)‏ (14 أبريل 1996 بغوتنبرغ في السويد - ) هو لاعب كرة قدم سويدي في مركز الهجوم. شارك مع منتخب السويد تحت 17 سنة لكرة القدم ومنتخب السويد تحت 19 سنة لكرة القدم ومنتخب السويد تحت 21 سنة لكرة القدم. أما مع النوادي، فقد لعب مع أيك سولنا ونادي سيسكا موسكو ونادي هكن ونادي أورال يكاترينبورغو نادي الحزم ونادي أبها ونادي السيلية وحطاي سبور.

## وصلات خارجية
- كارلوس ستراندبيرغ على موقع الاتحاد الدولي (مؤرشف)  (الإنجليزية)
- كارلوس ستراندبيرغ على موقع اتحاد السويد (السويدية)
- كارلوس ستراندبيرغ على موقع اتحاد تركيا (لاعب) (الإنجليزية)
- كارلوس ستراندبيرغ على موقع إي إس بي إن إف سي (الإنجليزية)
- كارلوس ستراندبيرغ على موقع قاعدة بيانات كرة القدم.إي يو (الإنجليزية)
- كارلوس ستراندبيرغ على موقع Soccerbase.com (لاعب) (الإنجليزية)
- كارلوس ستراندبيرغ على موقع Soccerway.com (الإنجليزية)
- كارلوس ستراندبيرغ على موقع عالم كرة القدم.نت (الإنجليزية)
- كارلوس ستراندبيرغ على موقع AS.com (الإسبانية)